# Georgios Kafantaris

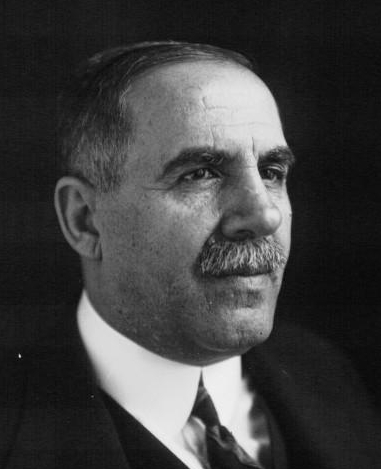
Georgios Kaphantaris in 1927.

Georgios Kafantaris (Grieks: Γεώργιος Καφαντάρης) (Fragkista, 13 oktober 1873 - Athene, 28 augustus 1946) is een Grieks politicus en eerste minister.

## Levensloop
In januari 1919 trad Kafantaris als minister van Landbouw toe tot het kabinet van Eleftherios Venizelos. Hij kwam in conflict met hem over het houden van de Griekse verkiezingen van 1920 terwijl het Griekse leger vocht in de Grieks-Turkse Oorlog. Hierdoor verliet hij in februari 1920 de regering.
Bij de verkiezingen van 1920 leed de Liberale Partij van Venizelos een zware nederlaag. Kafantaris verliet Griekenland en ging eerst in Frankrijk en later in Italië wonen.
Na het verlies van Griekenland bij de Grieks-Turkse Oorlog in 1922, keerde Kafantaris terug naar Griekenland en werd hij minister van Justitie. Nadat premier Venizelos op 19 februari 1924 wegens gezondheidsredenen zijn ontslag als eerste minister gaf, werd Kafantaris zijn opvolger. Na een mislukte moordaanslag op hem, nam Kafantaris op 12 maart 1924 zijn ontslag. Hij werd opgevolgd door Alexandros Papanastasiou.
Kafantaris voerde oppositie tegen het dictatorschap van Theodoros Pangalos (1925-1926) en na diens val nam hij in verschillende regeringen deel als minister van Financiën.
In 1946 stierf hij in Athene en werd hij begraven op het Eerste Kerkhof van Athene.
- Gemeinsame Normdatei: 134057783
- International Standard Name Identifier: 0000 0001 1702 0727
- Library of Congress Control Number: n84020358
- Nationale Bibliotheek van Tsjechië: uk2011659254
- Virtual International Authority File: 121937105
- WorldCat: E39PBJqw69MkfFhQgwYJpJJ7HC